# Festival international du film de Marrakech
Le Festival international du film de Marrakech (FIFM, Marrakech International Film Festival, المهرجان الدولي للفيلم بمراكش) est un événement cinématographique majeur organisé chaque année à Marrakech, au Maroc. 
Fondé en 2001, il a pour objectif de promouvoir le 7e art au niveau national et international. Le festival accueille chaque année des réalisateurs, acteurs, producteurs et professionnels du monde entier.

## Histoire

### Création (2001)
Le festival est créé en 2001,, aux dates prévues, qui se sont trouvées être deux semaines après les attentats du 11 septembre 2001, donnant à cet événement cinématographique une gravité et une légimité particulière. Cette création est réalisée à l’initiative du roi Mohammed VI, conseillé notamment par le producteur français Daniel Toscan du Plantier, et il est présidé par le frère du roi, le prince Moulay Rachid. C'est une manifestation ouverte sur les œuvres cinématographiques du monde entier, une plateforme de dialogue culturel et de célébration du cinéma, une manifestation joyeuse, presque catharsique dans le contexte de 2001. Figurent aussi parmi les objectifs de cette nouvelle manifestation d'aider au développement de l’industrie du film au Maroc et de faire la promotion de l’image du Maroc à travers le monde.

### Fondation du FIFM (2002-2003)
Pour la deuxième édition du festival, le Roi décide de créer une organisation à but non lucratif reconnue d’utilité publique – la Fondation du festival international du film de Marrakech –, présidée par le Prince Moulay Rachid, pour donner un cadre institutionnel à l’événement et en professionnaliser l’organisation et la gestion. Le producteur Daniel Toscan du Plantier, qui assure initialement la co-organisation de l"édition annuelle de l'événement, et dirige l'équipe du festival, meurt en février 2003, à 61 ans, d'une crise cardiaque. Pour la 3e édition du festival, sa veuve, Mélita Toscan du Plantier, directrice des relations extérieures et du protocole des deux premières éditions, lui succède et est nommée directrice du festival international du film de Marrakech,.

### Changements dans la gouvernance du festival (2004)
La fondation modifie ses statuts et revoit l’organisation de l’institution : elle installe à Marrakech des bureaux permanents pour le festival ; elle élit deux nouveaux vice-présidents délégués – Nour-Eddine Saïl, directeur général du Centre cinématographique marocain, et Faïçal Laraïchi, président-directeur général de la SNRT. En 2004, la co-organisation du festival est confiée à l’agence événementielle Le Public Système Cinéma (Hopscotch Groupe), représentée par son président Lionel Chouchan et son directeur général Bruno Barde. Ce même schéma de co-organisation conjointe Fondation/Le Public Système Cinéma assure jusqu’à aujourd’hui la mise en place et la tenue de chacune des éditions du festival.

### 2005 – 2010

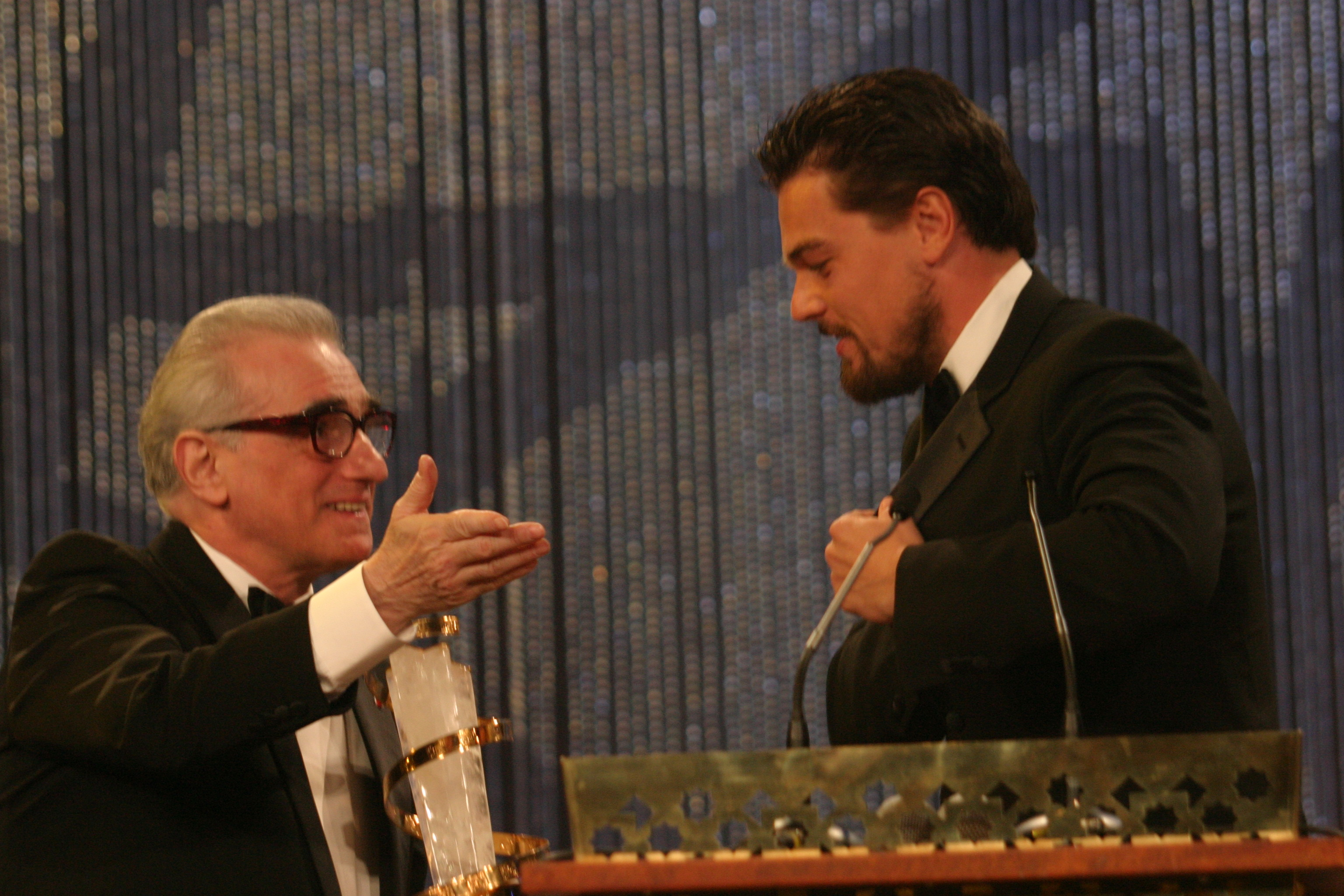
Martin Scorsese et Leonardo DiCaprio au Festival international du film de Marrakech en 2007.

Au fil de ses éditions, le festival de Marrakech établit son identité : un cérémonial fastueux, le charme et l'accueil marocains, un public enthousiaste et une programmation ouverte sur le cinéma mondial. Ses jurys sont composés de personnalités notables du cinéma international. Sa plus haute récompense – l’Étoile d’or – est remise à l’issue du festival au meilleur long métrage de sa compétition. Des hommages sont rendus chaque année à la cinématographie d'un pays. Le festival se caractérise également par une démarche en direction des malvoyants et non-voyants grâce à l'audiodescription proposée à partir de 2008 pour la présentation de films marocains et étrangers.

### 2016
Le 4 décembre 2016, Disney présente le film Vaiana : La Légende du bout du monde avec pour la première fois un doublage en Arabe au lieu du français à destination des pays du Maghreb durant le festival de Marrakech. Cette première démontre que la volonté du studio américain de prendre en compte la réalité du marché cinématographique africain où l'arabe est la principale langue parlée de plusieurs pays.
Lors de cette édition, aucun film marocain n'est présenté, ce qui déclenche une vive polémique.

### 2017
En juin 2017 Mélita Toscan du Plantier annonce qu'elle quitte son poste de directrice générale du Festival. Le festival est alors annulé en décembre 2017, et reporté en 2018,,.

### 2018
Melita Toscan du plantier revient en tant que conseillère du président de la Fondation du FIFM.
Pour la 17e édition  Robert De Niro et Martin Scorsese ainsi que Robin Wright, l'acteur Guillermo del Toro et la réalisatrice française Agnès Varda sont présents pendant le festival.
Contrairement à l'édition 2016, sur les 14 films cette fois-ci, sept films marocains sont présentés dont le dernier film "La guérisseuse" du réalisateur Mohamed Zineddaine . Le film autrichien Joy de  Sudabeh Mortezai remporte l’Étoile d’Or de cette 17e édition, Nidhal Saadi (ar) part avec le prix d’interprétation masculine pour son rôle dans le film “Regarde-moi” réalisé par le Tunisien Nejib Belkadhi et l’actrice allemande Aenne Schwarzle remporte pour sa part, le prix de l’interprétation féminine pour son intépretation dans le film All is good d'Eva Trobisch.
Les Ateliers de l'Atlas sont lancés lors de cette édition, servant d'incubateur pour les talents du Maroc, de l'afrique et du monde arabe,.

### 2019
Le jury de l'édition 2019 est présidé par l'Ecossaise Tilda Swinton. Il y a également dans ce jury : l’actrice franco-italienne Chiara Mastroianni ou encore le réalisateur brésilien Kleber Mendonça Filho. Un hommage est rendu à Bertrand Tavernier, cinéaste français.

### Éditions 2020 et 2021
Elles sont annulées pour cause de pandémie de Covid-19,.

### Éditions 2022
Cette 19e édition du Festival International du Film de Marrakech s’est déroulée du 11 au 19 novembre 2022. 76 films en provenance de 33 pays d’Afrique, du Moyen-Orient, d’Europe, d’Asie et d’Amérique (Nord et Sud) étaient au programme. 124 projections de films et une cinquantaine de débats et de conversations ont eu lieu.
L’étoile d’or a été remise à Chevalier Noir, un film iranien de Emad Aleebrahim Dehkordi.
Le prix du jury est revenu à deux films ex æquo: Alma Viva, film portugais de Cristèle Alves Meira et Le Bleu du caftan, film marocain de Maryam Touzani.
Le prix de la mise en scène a été attribué à Carmen Jaquier pour Foudre.
Le prix d’interprétation féminine a été remis à l’actrice Choi Seung-yoon pour son rôle dans Riceboy Sleeps d'Anthony Shim.
Le prix d’interprétation masculine à l’acteur a été reçu par Arswendy Bening Swara pour son rôle dans Autobiography, film indonésien de Makbul Mubarak.
7 films, dont 5 marocains et deux tunisiebs, soutenus par les Ateliers de l’Atlas pour leur développement et/ou leur postproduction ont été présentés.

## L'organisation du Festival
Ce festival, qui se déroule chaque année sur plusieurs jours dans le courant de l’automne, rassemble de nombreuses personnalités du cinéma  de renommée internationale , et a vu à la présidence de son jury des personnes telles que Francis Ford Coppola, Martin Scorsese, Roman Polanski ou encore Emir Kusturica.
Le jury du festival regroupe des cinéastes, des comédiens, mais aussi des écrivains et personnalités des arts et des lettres, et s'attache à récompenser les meilleurs longs métrages, avec 6 grands prix.
Le festival s'articule autour de  plusieurs manifestations : la compétition officielle, la présentation d'une sélection de films hors compétition, les hommages rendus à des personnalités et à un cinéma du monde, la compétition des films Cinécoles, les Masterclass, les projections populaires sur la place Jemaa el-Fna et les projections en audio-description (initiative unique au Maroc).
Le festival est sous le haut patronage de sa Majesté Mohammed VI et présidé par Son Altesse Royale le prince Moulay Rachid.
Le conseil d’administration se compose de : 
- Faïçal Laraïchi : vice-président délégué de la Fondation
- Fadwa Megzari : secrétaire générale de la fondation
- Mélita Toscan Du Plantier : Conseillère du Président de la Fondation
- Remi Bonhomme : Directeur Artistique
- Azeddine Benmoussa : conseiller financier du président
- Naoufal Bensouda : trésorier général de la fondation

## Le Festival en chiffres

### Édition 2015
Projections de films
- 84 films représentant 25 pays
- 15 longs-métrages en compétition
- 9 films Hors Compétition
- 7 films « Coup de Cœur »
- 10 films Cinécoles
- 6 films en audio-description dont 1 marocain
- 31 films en hommage au cinéma canadien

Public
- 20 000 entrées
- 12 000 pass publics
- 50 000 spectateurs à la Place Jemâa El Fna
- 20 000 invités aux cérémonies et soirées officielles

Médias
- 318 représentants de la presse nationale et 64 représentants de la presse panarabe
- 180 médias internationaux représentant 17 pays
- 2492 articles dans la presse écrite et électronique nationale
- 71 articles dans la presse panarabe.

## Structuration

### Trophées décernés
Pour les films en compétition, le Jury décerne les prix suivants:
- Étoile d'Or - Grand Prix
- Prix d'interprétation masculine
- Prix d'interprétation féminine
- Prix du Jury pour la meilleure mise en scène
- Prix Cinécoles
- Prix du Jury

### Masterclasses
Des grandes personnalités du monde du cinéma sont invitées chaque année depuis 2005 pour venir partager leurs expériences, transmettre leur conception du 7e art, apporter des conseils et échanger avec des disciples (étudiant et professionnels) 
Les Masterclasses sont devenues un moment fort du festival  et sont animées par des grands noms du cinéma, comme le réalisateur Park Chan-wook ou encore le cinéaste iranien Abbas Kiarostami.

### Cinécoles
La compétition Cinécoles, lancée en 2010, est une compétition spécifique au sein du festival ouverte aux étudiants des écoles marocaines du cinéma et à leur court-métrage.

### Cinéma en audiodescription
Depuis 2008, le Festival de Marrakech a intégré dans sa programmation le cinéma pour non et malvoyants. Chaque année, une audience de personnes non et malvoyantes vient assister à la projection de films adaptés en audiodescription. Le Programme des films en audio-description est offert en braille et en trois langues, avec la participation de l'OAPAM (Organisation Alaouite pour la Protection des Aveugles au Maroc).
Cette expérience est une première en Afrique et dans le monde arabe.

### Résidence d'écriture
Un séminaire d’écriture de scénarios au profit de cinéastes marocains est organisé depuis 2015, sur une initiative conjointe de la Fondation du Festival International du Film de Marrakech et du Centre Cinématographique Marocain. La Résidence d’Écriture  réunit des participant(e)s marocain(e)s, réalisateurs et réalisateur/scénaristes, avec des tuteurs étrangers de renom ayant la pratique des ateliers d’écriture et souhaitant partager leur expérience. Cet événement s’adresse à des porteurs de projet bénéficiant du Fonds d'Aide à la Production Cinématographique Nationale.
Chaque scénario est étudié par quatre tuteurs avec lesquels le participant a eu quatre sessions de travail individuelles, à raison d’une session par jour. Le séminaire est clôturé par l’établissement des feuilles de route et par une réunion de synthèse et de feedback sur le déroulement des ateliers.

### Hommages rendus à la cinématographie mondiale (depuis 2004)
- 2004 : Maroc
- 2005 : Espagne
- 2006 : Italie
- 2007 : Égypte
- 2008 : Royaume-Uni
- 2009 : Corée du Sud
- 2010 : France
- 2011 : Mexique
- 2012 : Inde
- 2013 : Scandinavie
- 2014 : Japon
- 2015 : Canada
- 2016 : Russie
- 2019 : Australie

## Positionnement
Le Festival  revendique un positionnement d'ouverture sur le monde, de tolérance et de rencontres interculturelles autour du cinéma,,.
Pour autant, lors de son édition 2014, le site d'informations Médias 24 considère le festival comme concentré essentiellement sur la présence de stars avec un positionnement cinématographique mal défini. Les magazines français Studio magazine, Première et Les Inrockuptibles n'y envoient plus leurs journalistes, estimant que l'événement est plus fait pour attirer la presse people que la presse cinéma. Toujours selon Media 24, le prix qu'il décerne, L'Étoile d'or, n'a que peu de notoriété et n'influe pas sur la carrière de ceux qui le reçoivent. Enfin, le festival souffre aussi en 2014 de l'absence d'un marché du film qui permettrait à des producteurs de vendre leurs films à l'international.
Néammoins, les Ateliers de l’Atlas, initiés en 2018, deviennent un programme de développement de talents. A travers ces Ateliers, le Festival accompagne une nouvelle génération de cinéastes marocains, arabes et africains. Il crée un espace d‘échanges entre professionnels internationaux et talents régionaux, et favotise le dynamisme du cinéma marocain,,.

## Éditions
Sauf mentions contraires, les informations ci-dessous proviennent de la section Archives du site officiel du festival.

## Galerie

### Jury international

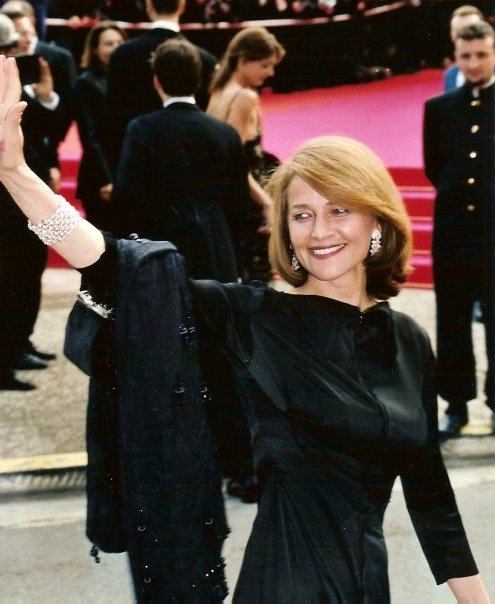
Charlotte Rampling 1re présidente du jury en 2001
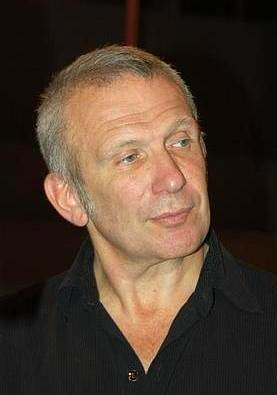
Jean-Paul Gaultier membre du jury en 2001
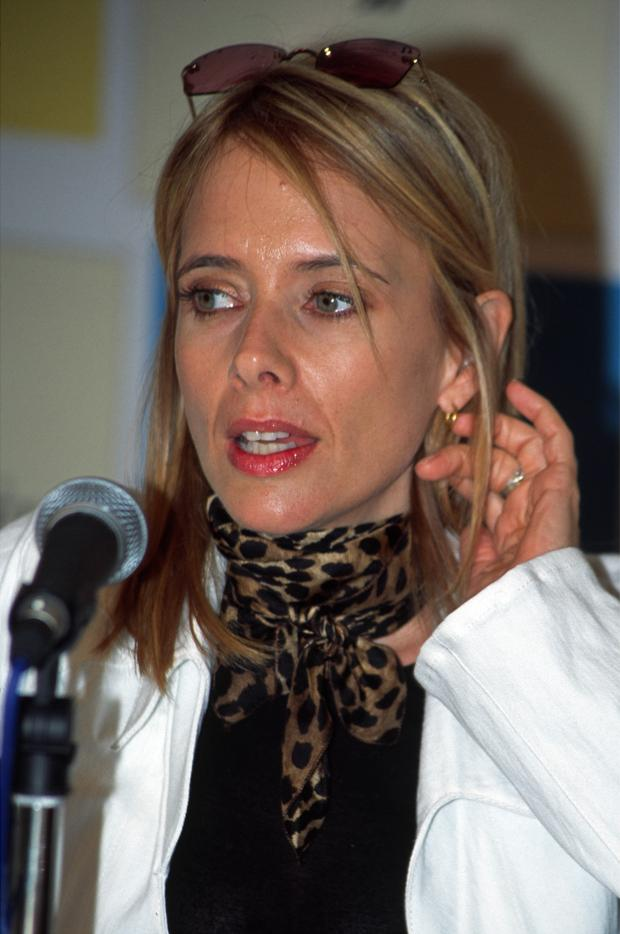
Rosanna Arquette unique personnalité deux fois jurée, en 2001 et 2004.
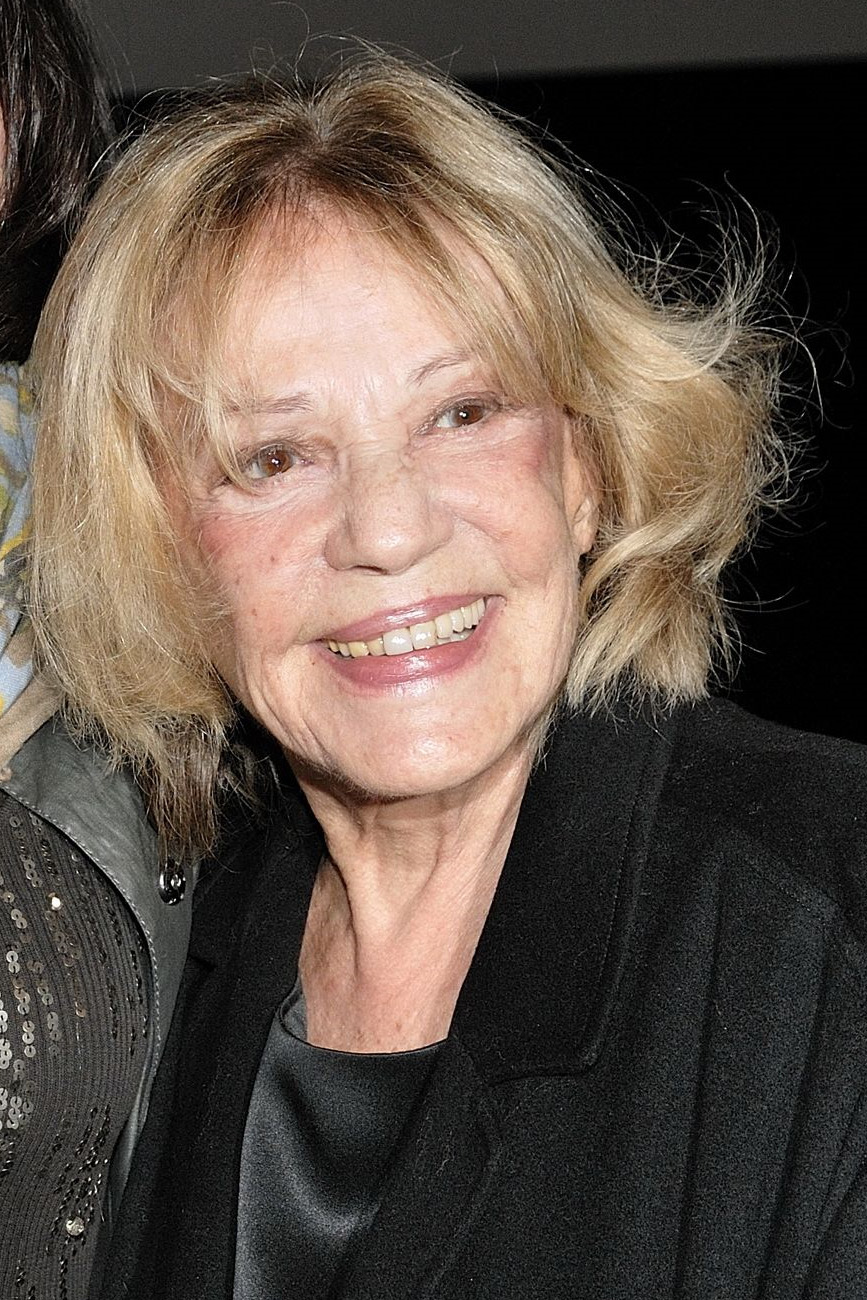
Jeanne Moreau présidente du jury en 2002
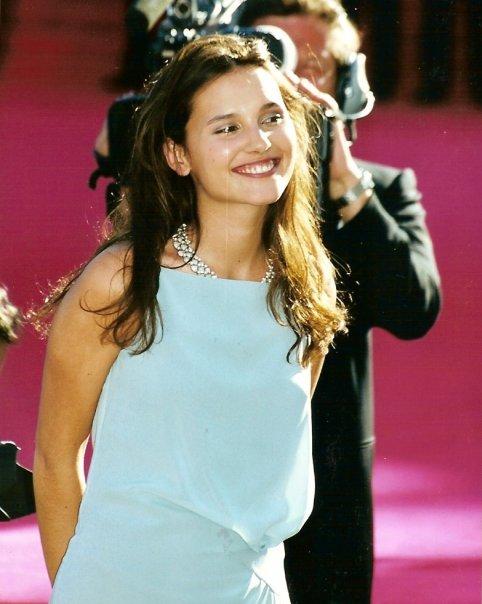
Virginie Ledoyen membre du jury en 2003
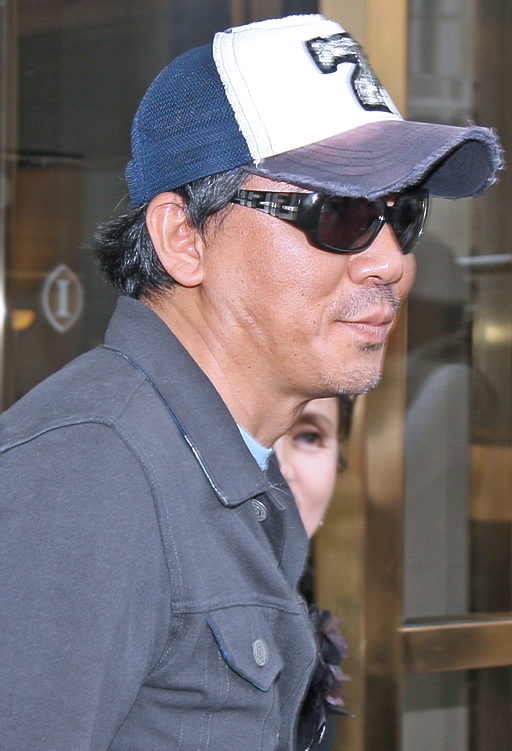
Kim Jee-woon membre du jury en 2005
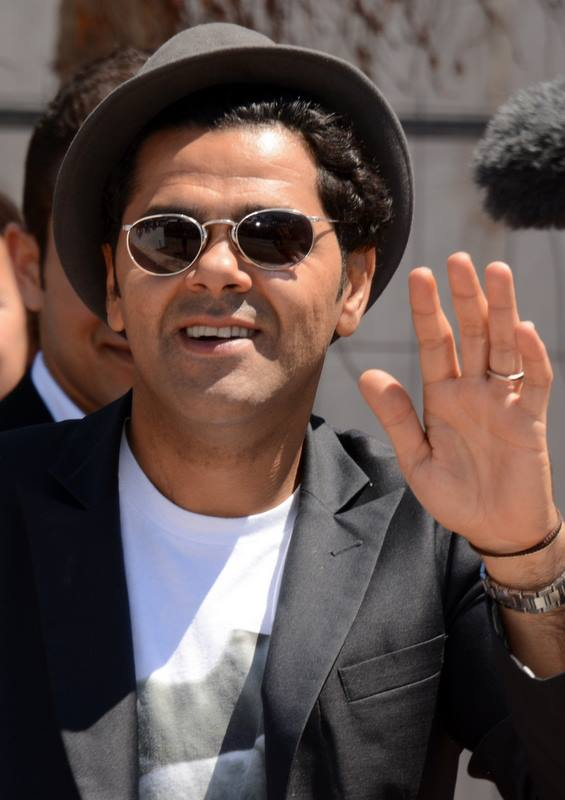
Jamel Debbouze membre du jury en 2006
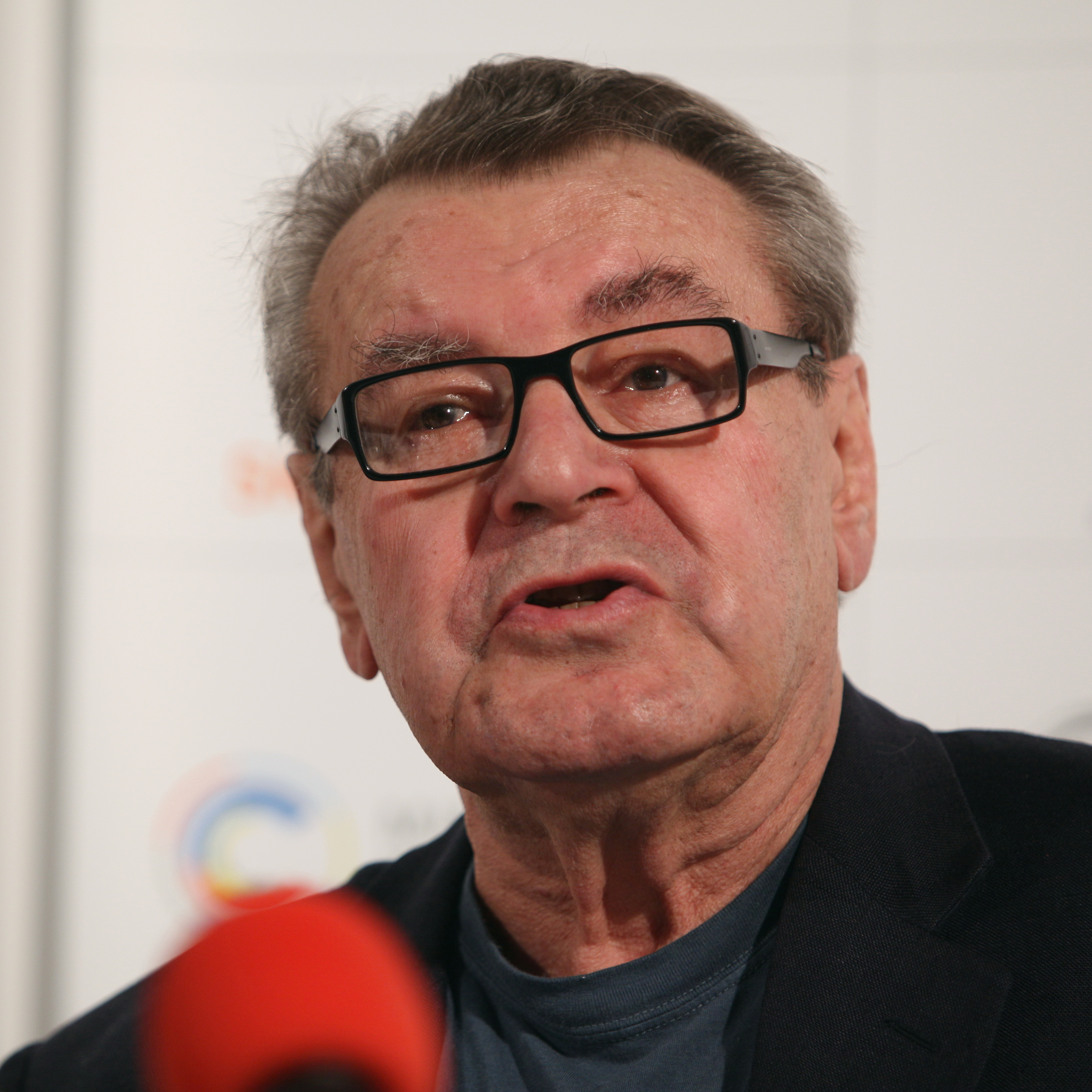
Miloš Forman président du jury en 2007
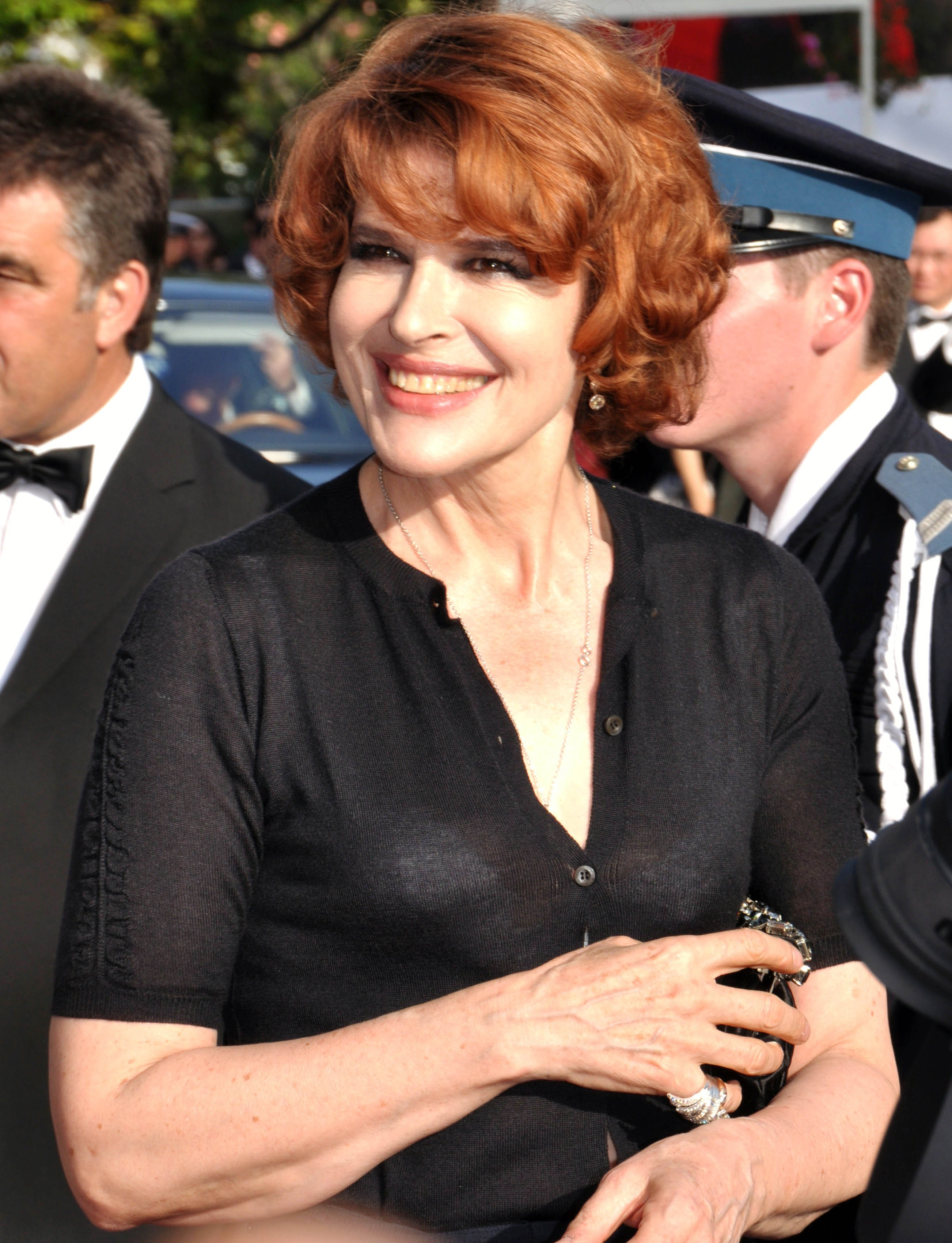
Fanny Ardant membre du jury en 2009
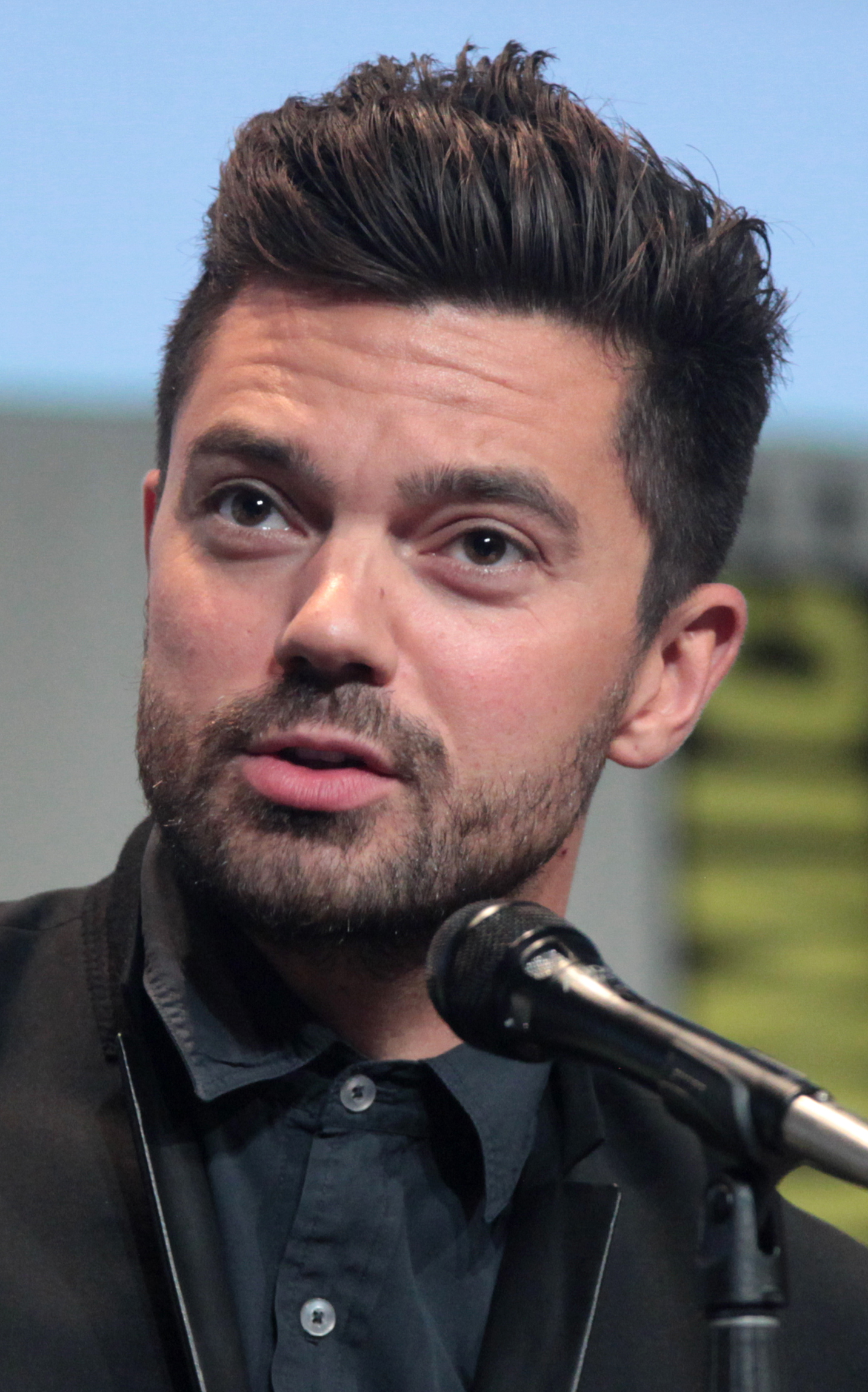
Dominic Cooper membre du jury en 2010
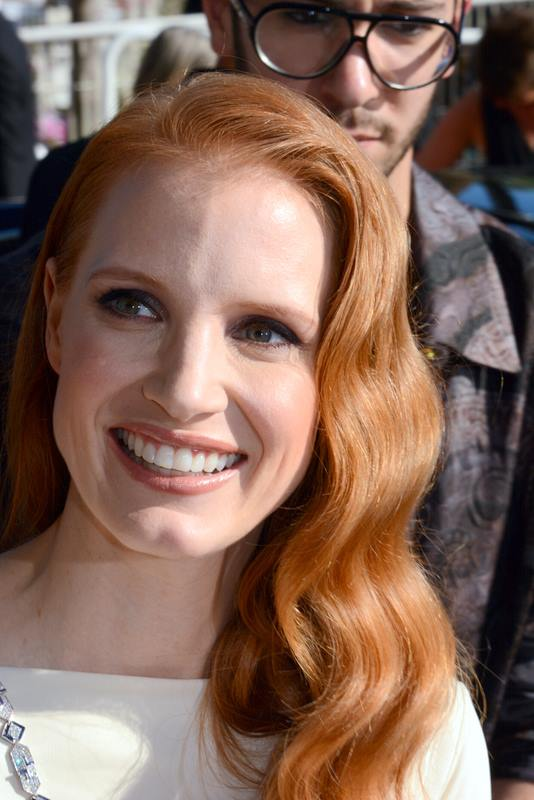
Jessica Chastain membre du jury en 2011
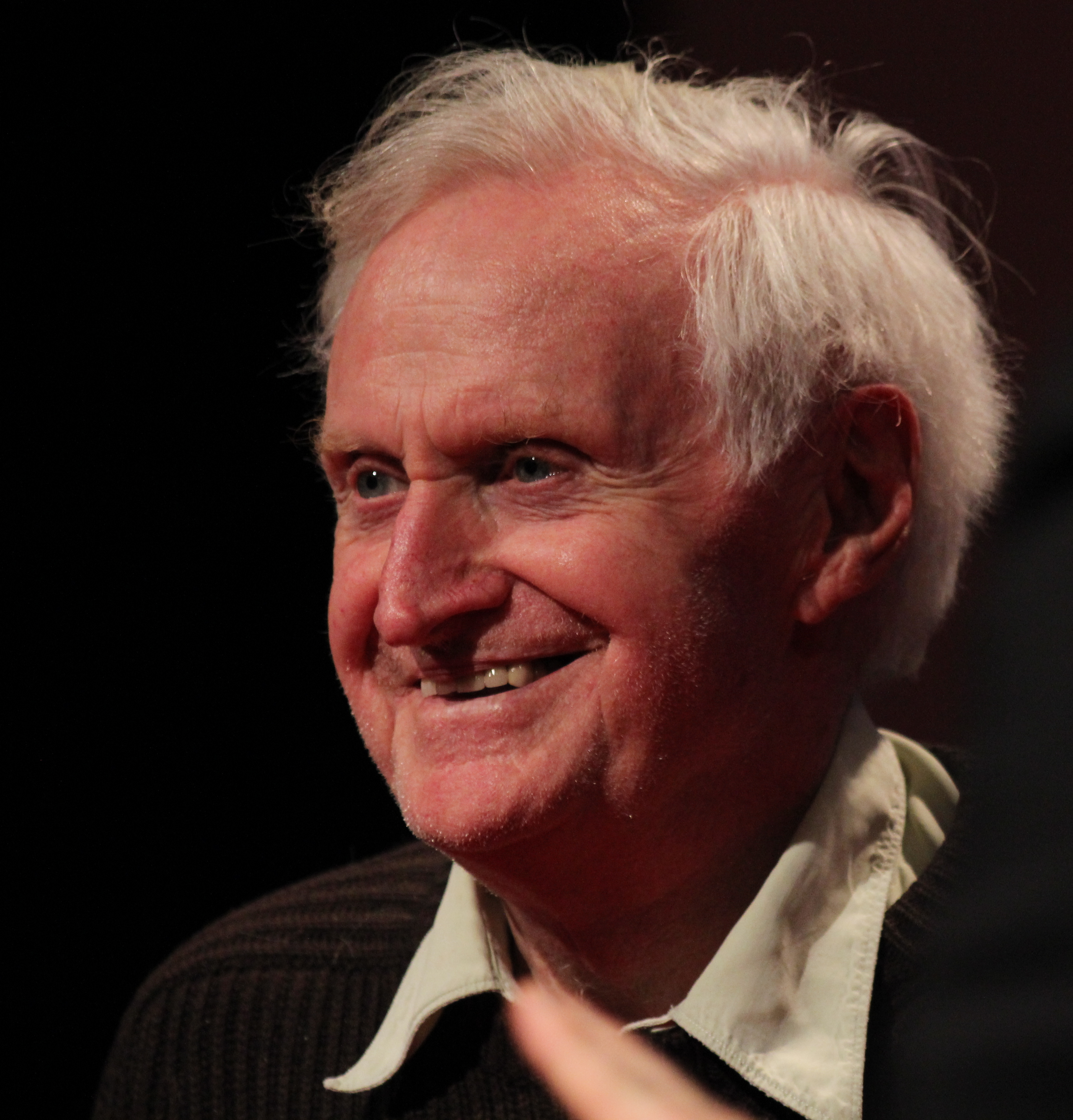
John Boorman président du jury en 2012
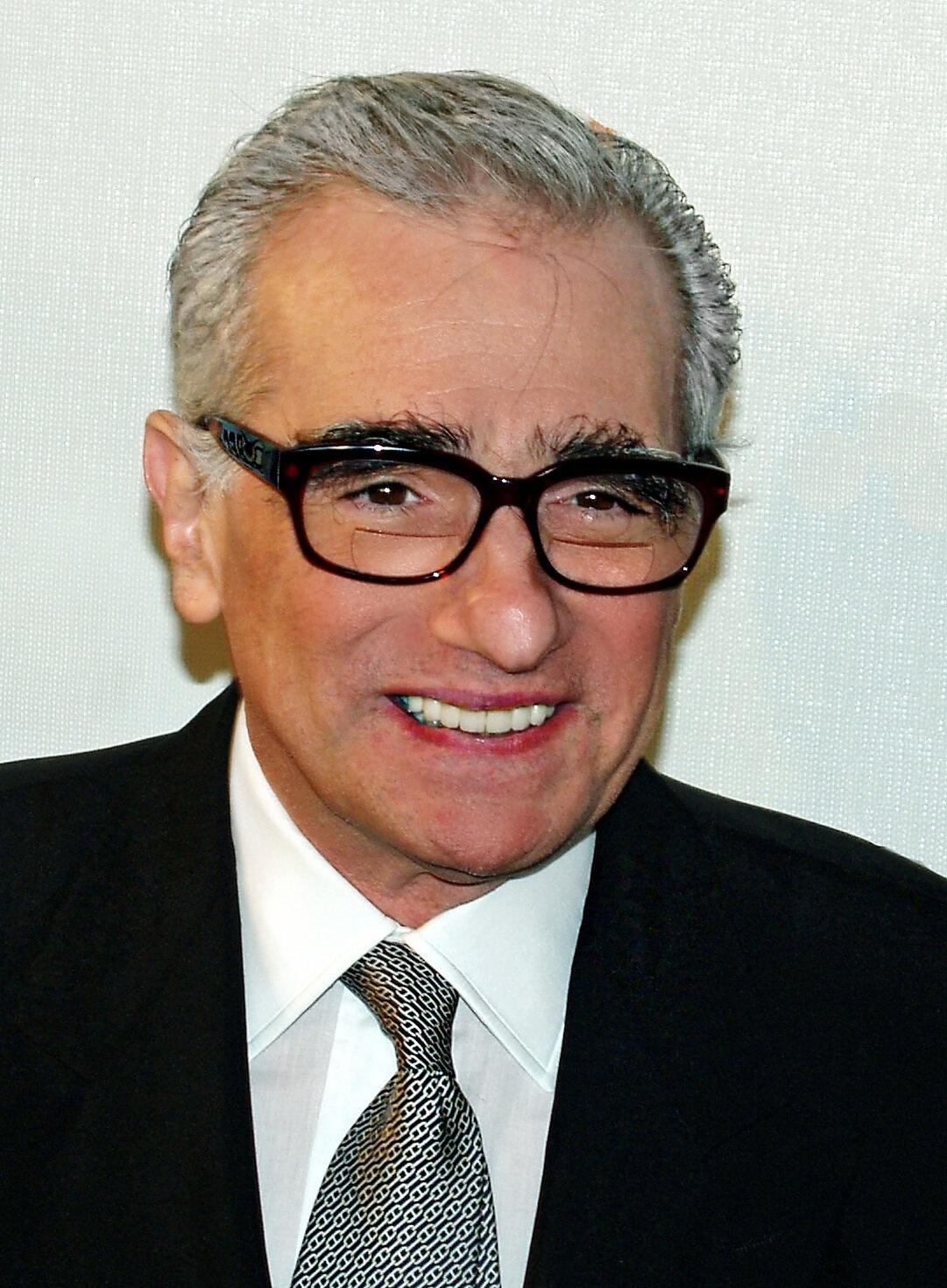
Martin Scorsese président du jury en 2013
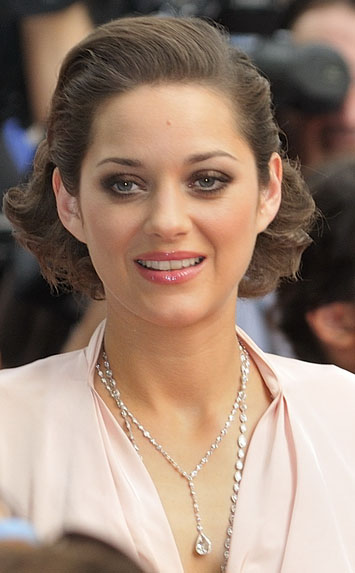
Marion Cotillard membre du jury en 2013
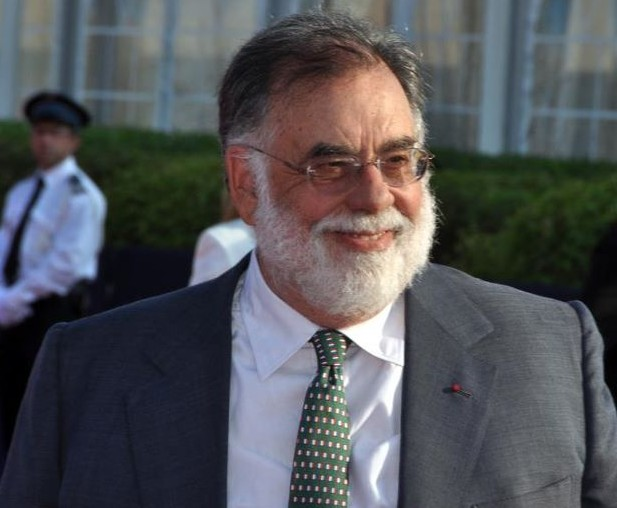
Francis Ford Coppola président du jury en 2015
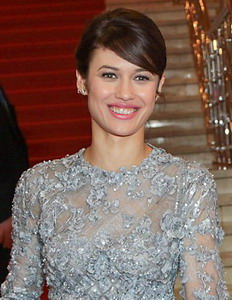
Olga Kurylenko membre du jury en 2015
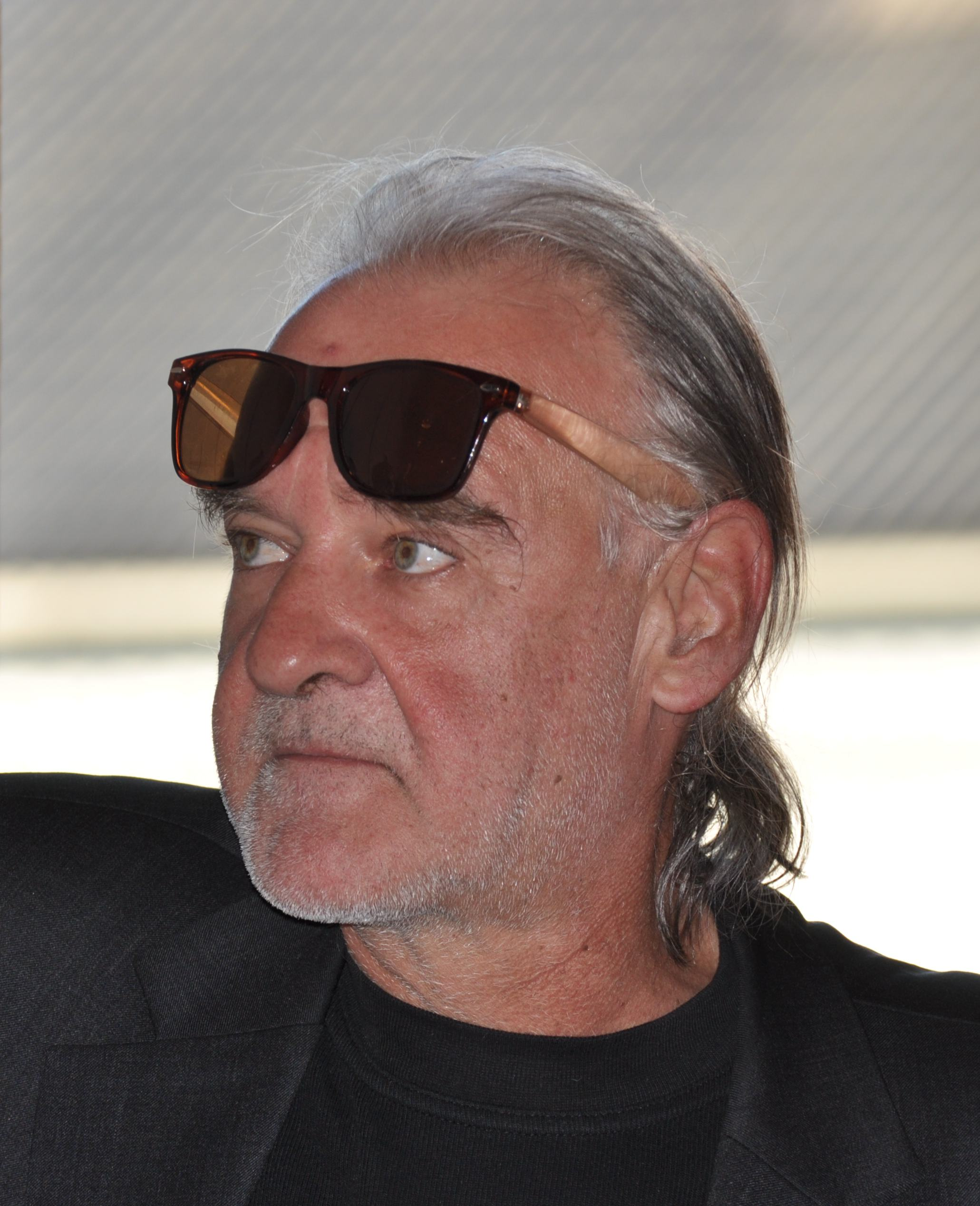
Béla Tarr président du jury en 2016
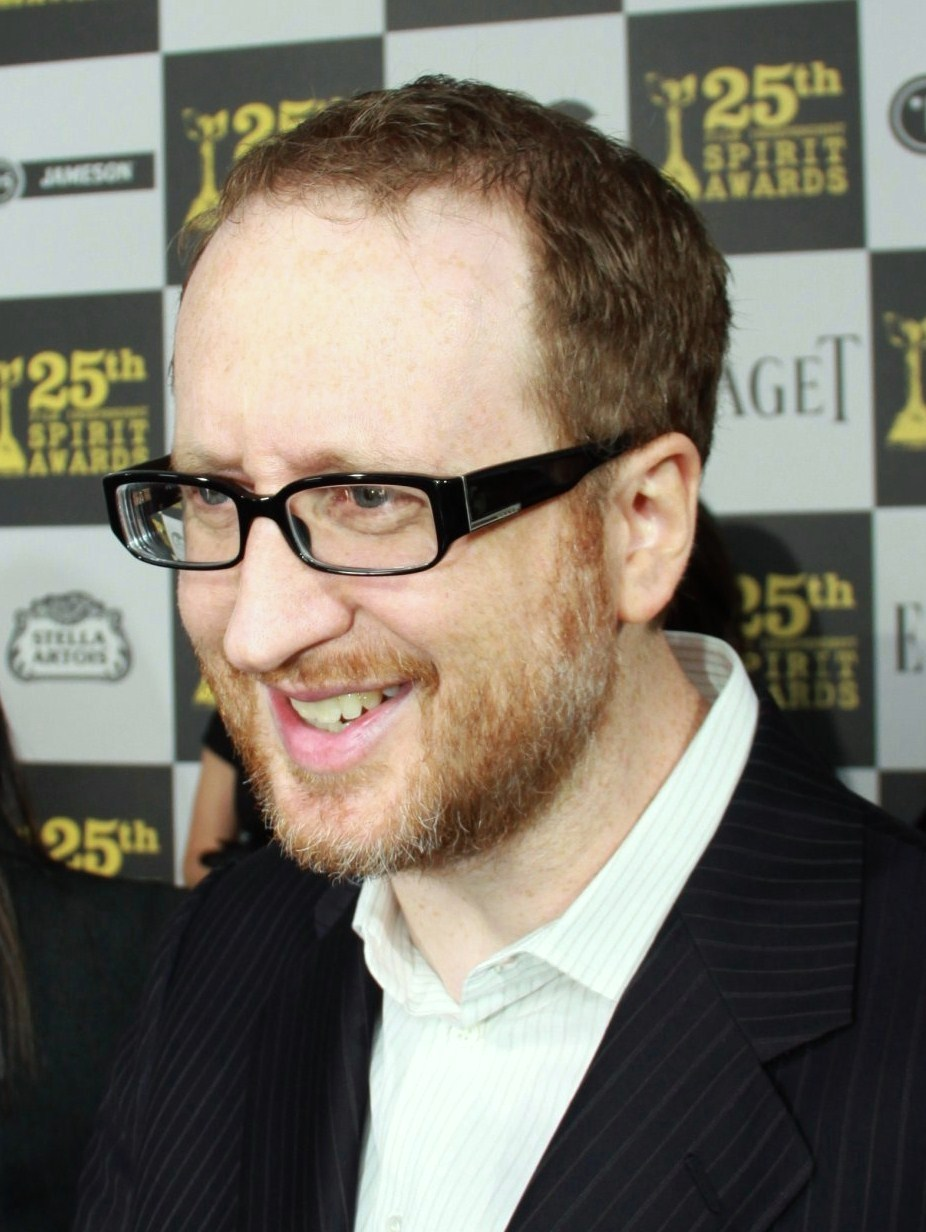
James Gray, président du jury en 2018
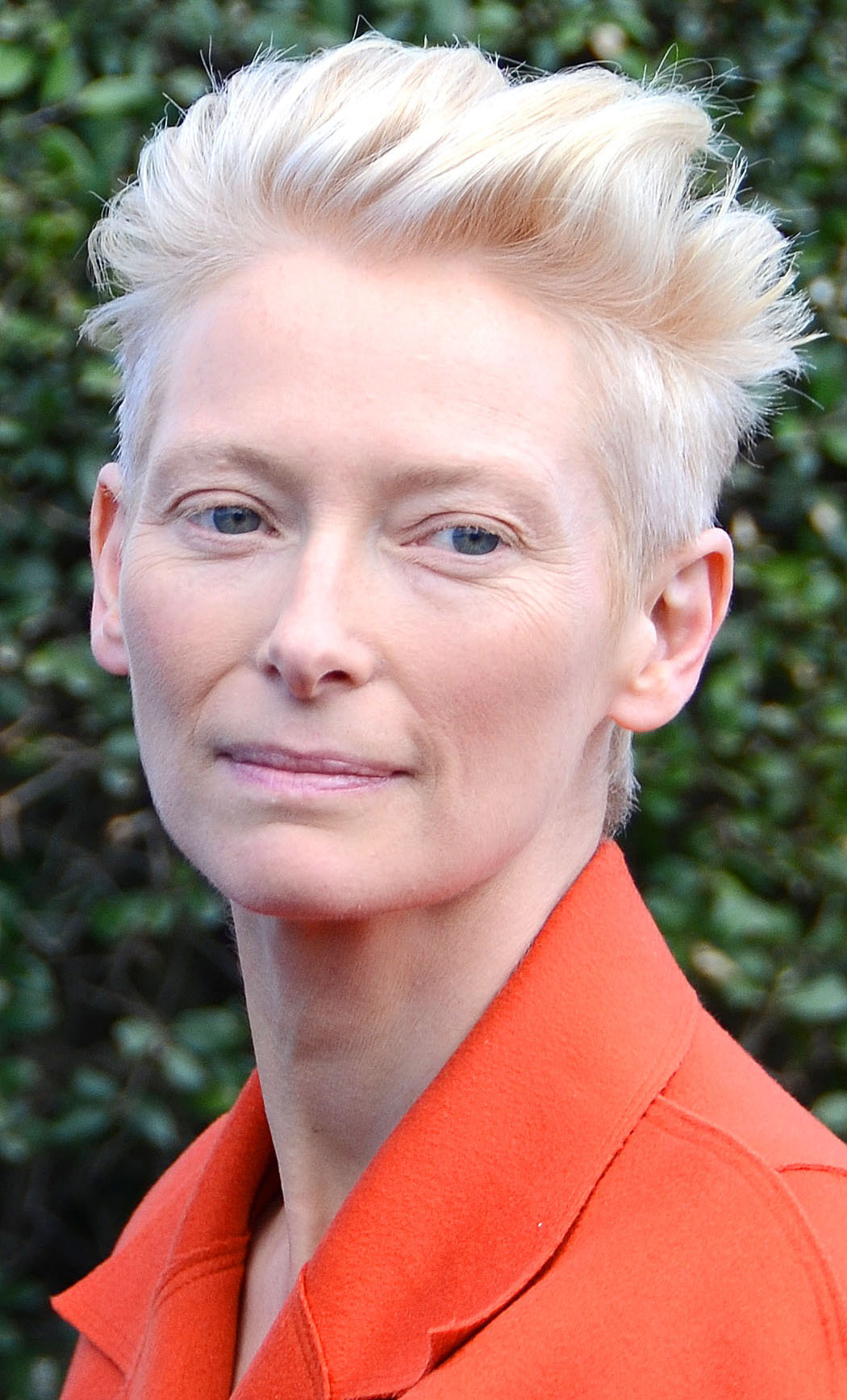
Tilda Swinton, présidente du jury en 2019
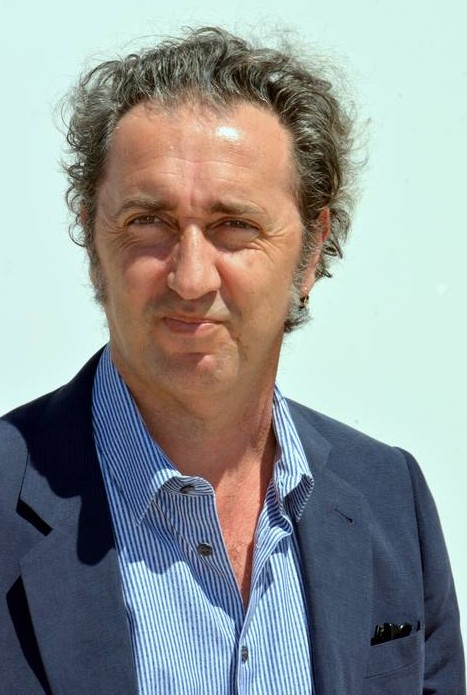
Paolo Sorrentino, membre du jury en 2013, présidente en 2022
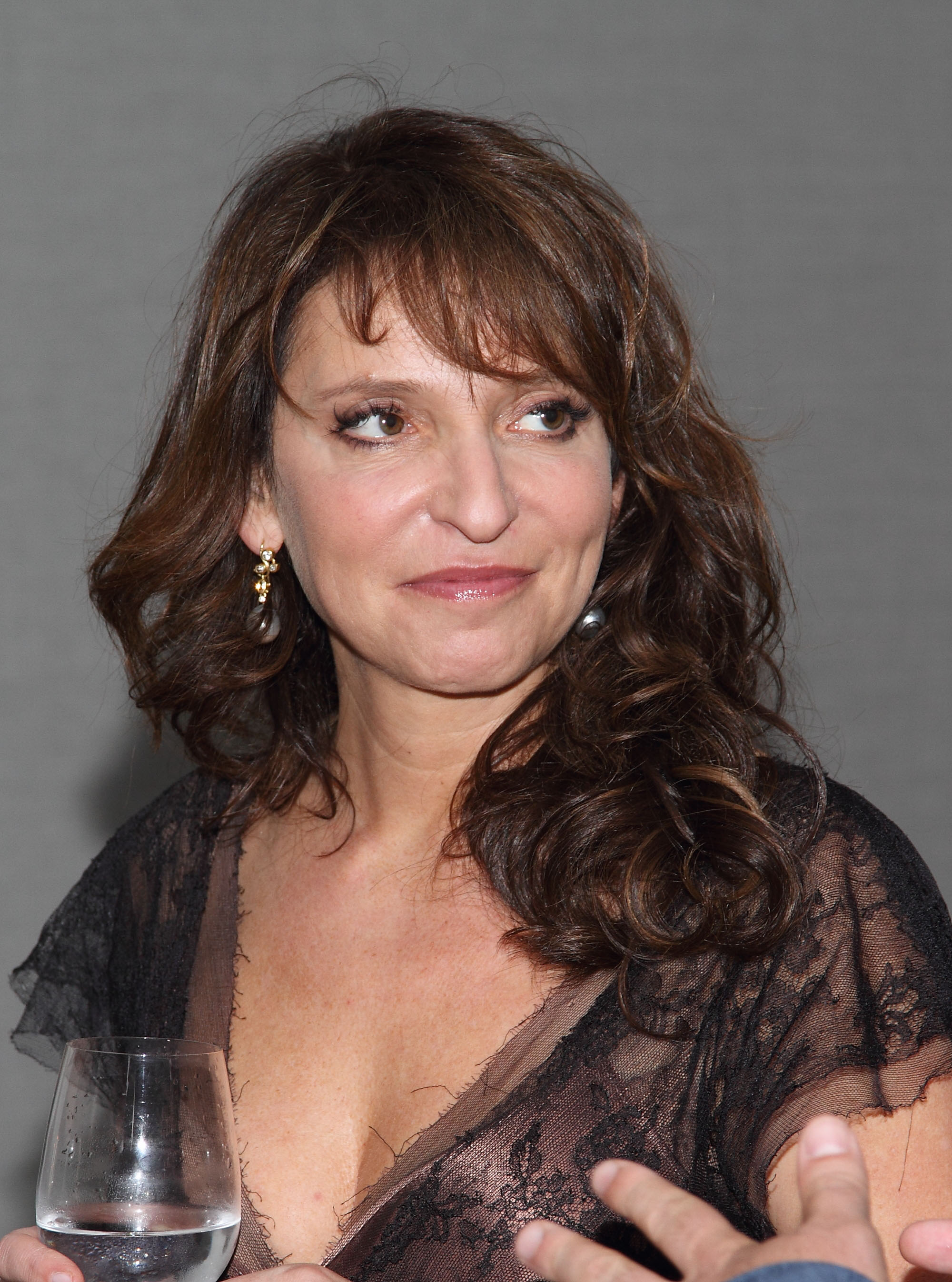
Susanne Bier, membre du jury en 2022
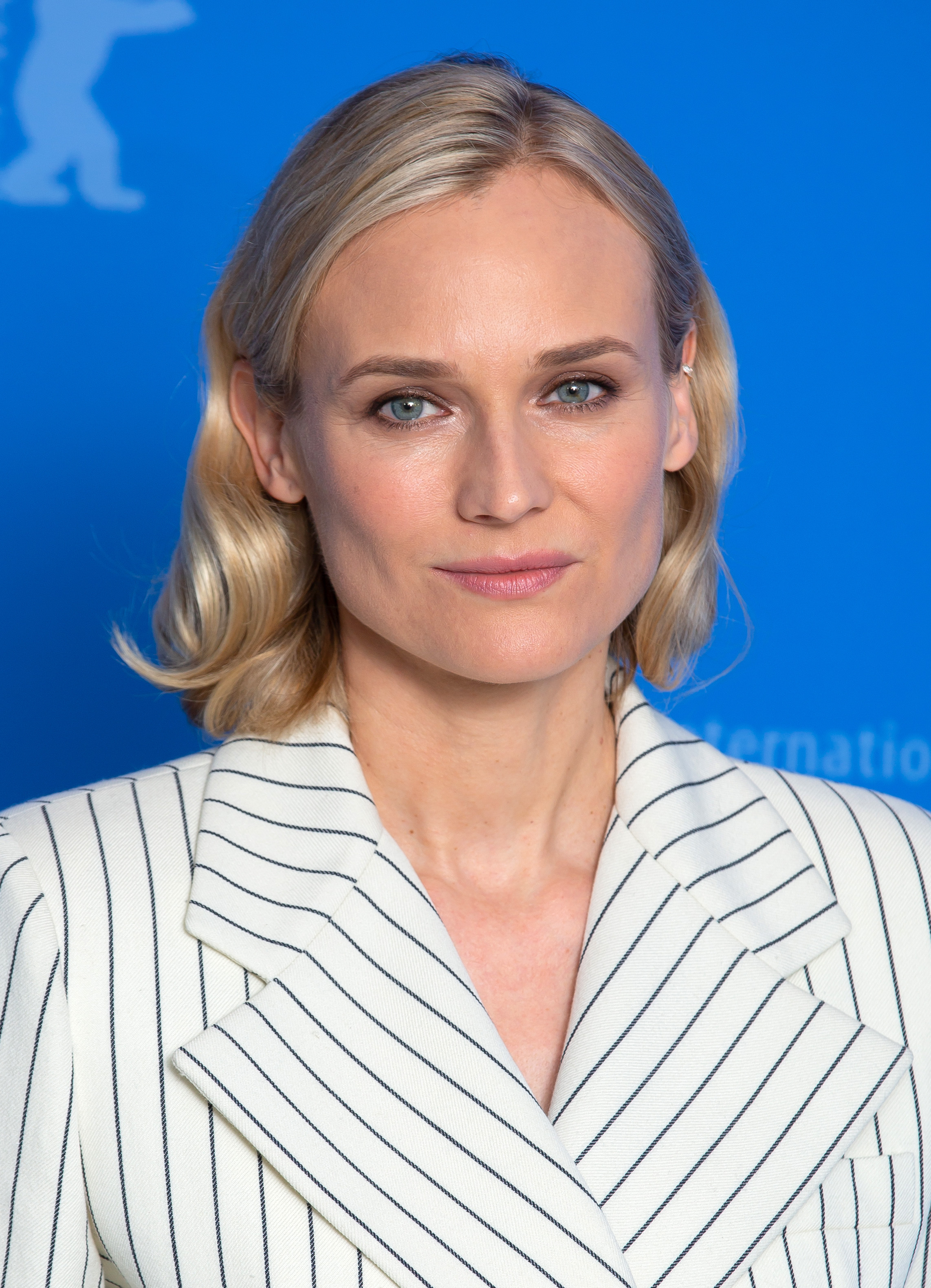
Diane Kruger, membre du jury en 2022

### Jury Cinécole

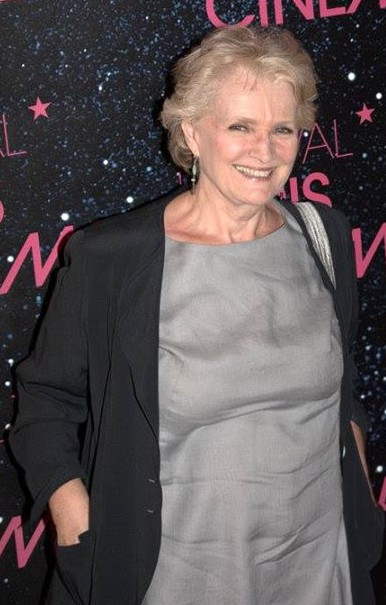
Marie-Christine Barrault 1er présidente du jury en 2001
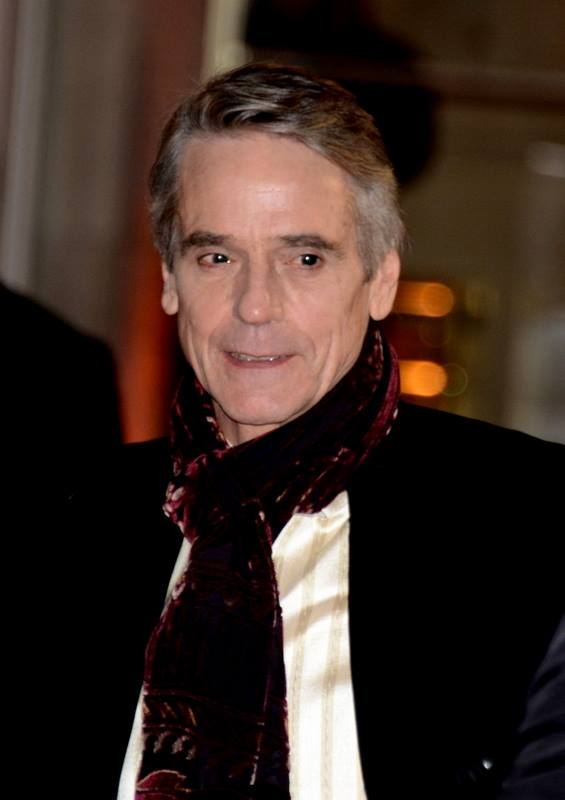
Jeremy Irons président du jury en 2003
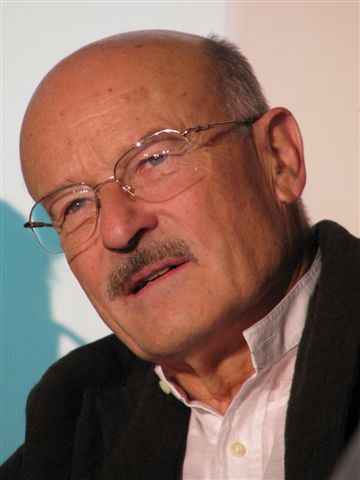
Volker Schloendorff président du jury en 2010
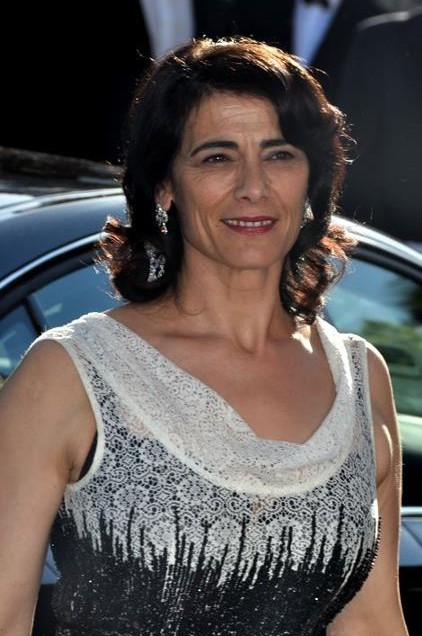
Hiam Abbass membre du jury en 2010
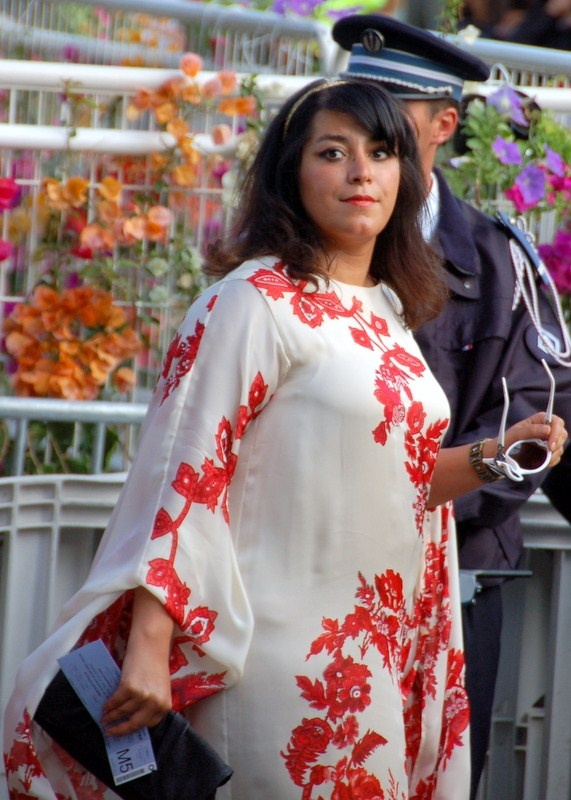
Marjane Satrapi membre du jury en 2010
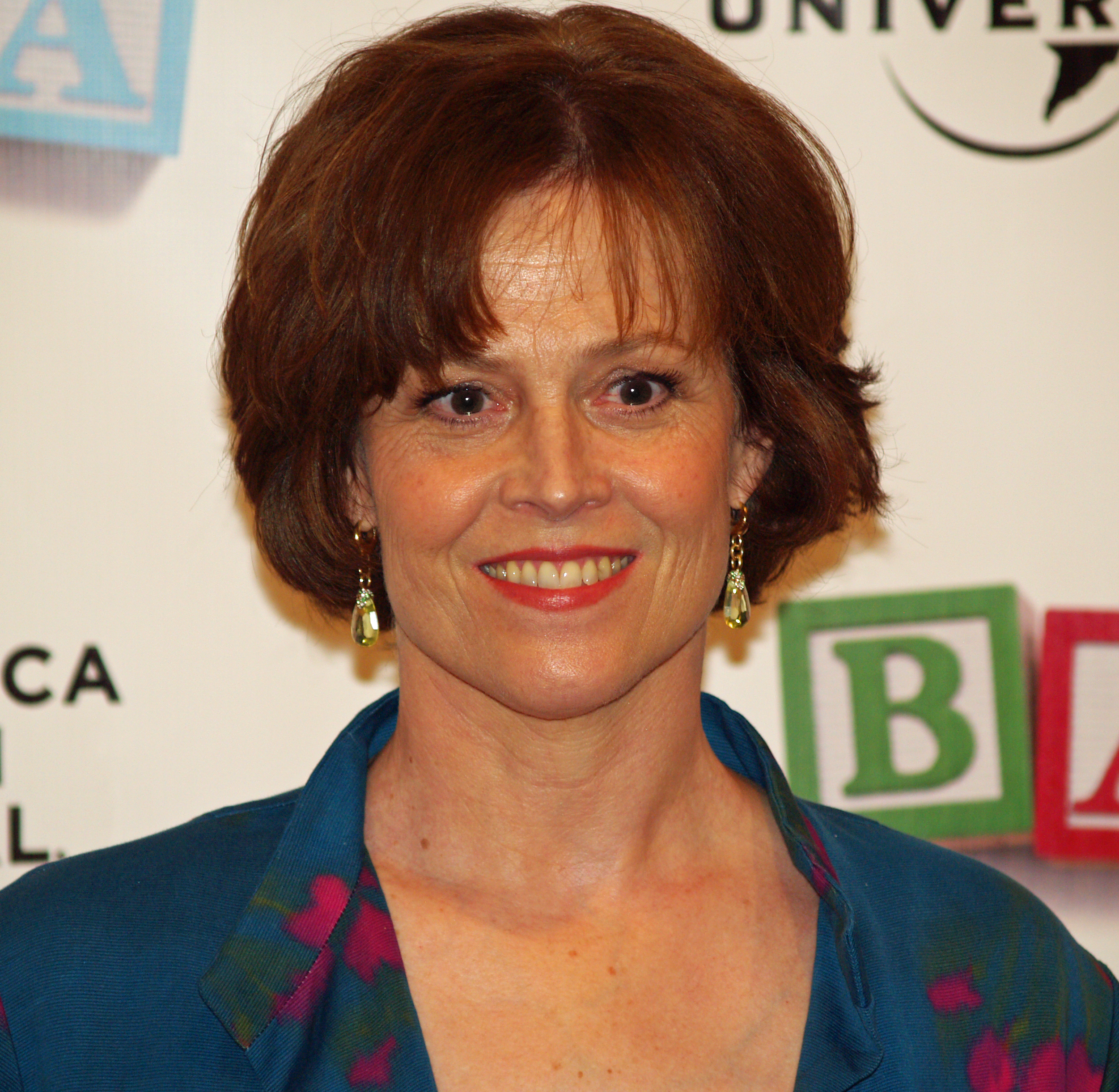
Sigourney Weaver présidente du jury en 2011
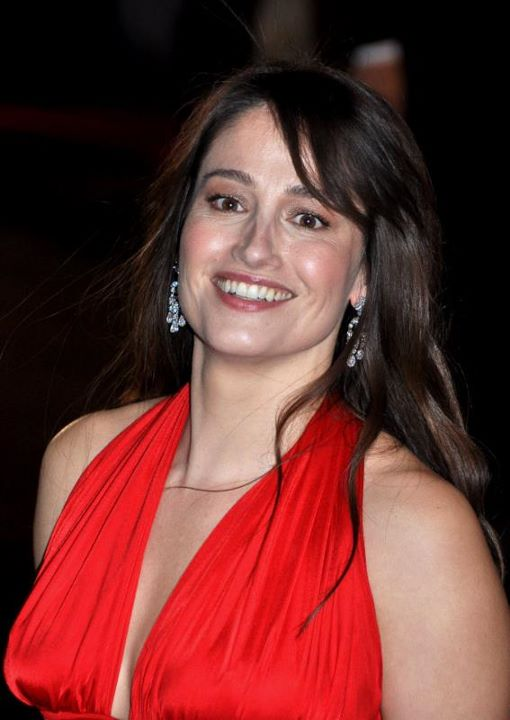
Marie Gillain membre du jury en 2011
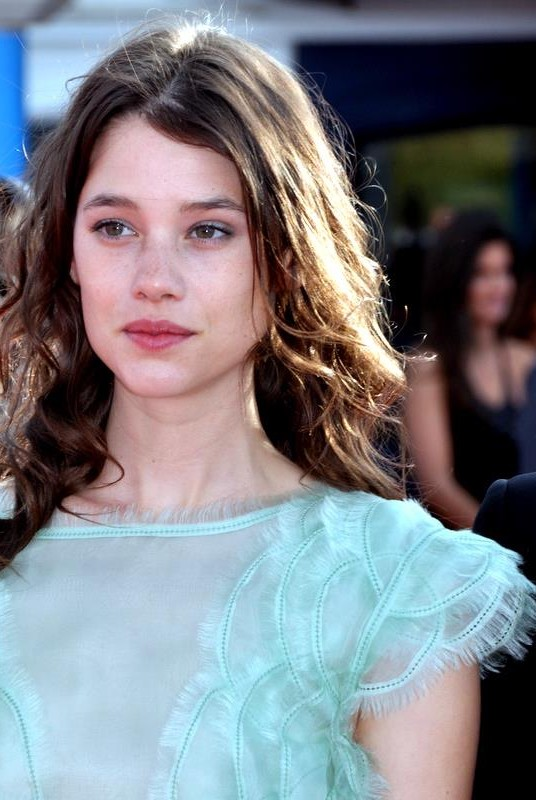
Astrid Berges-Frisbey membre du jury en 2013
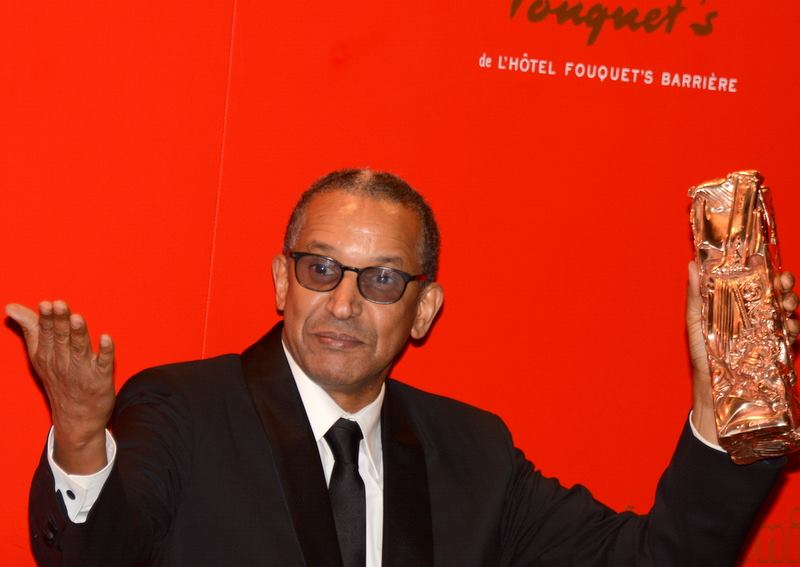
Abderrahmane Sissako membre du jury en 2014
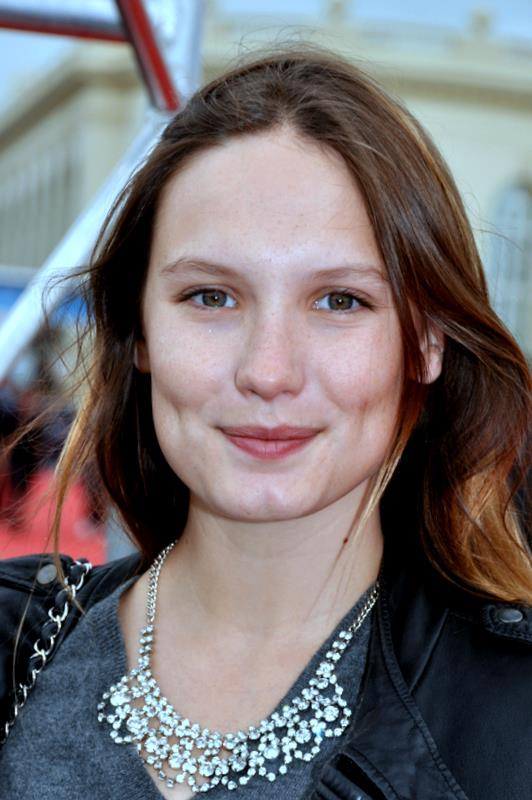
Ana Girardot membre du jury en 2014
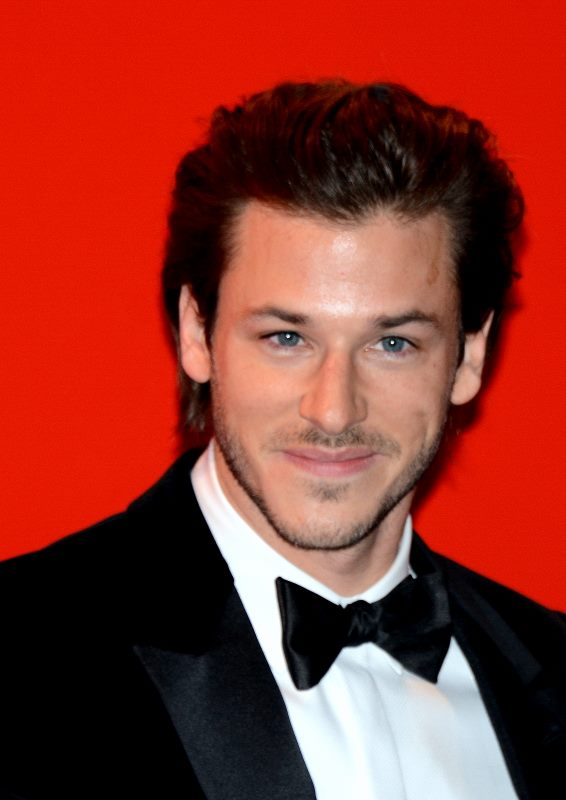
Gaspard Ulliel membre du jury en 2014
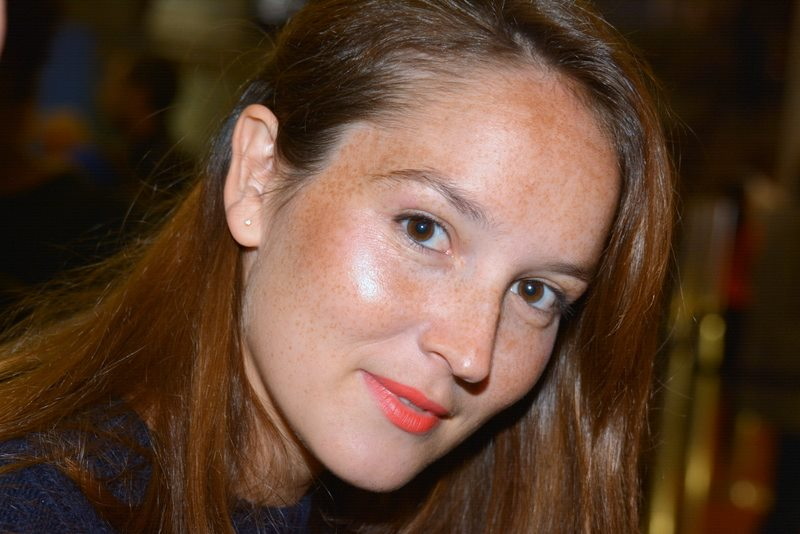
Anaïs Demoustier membre du jury en 2015
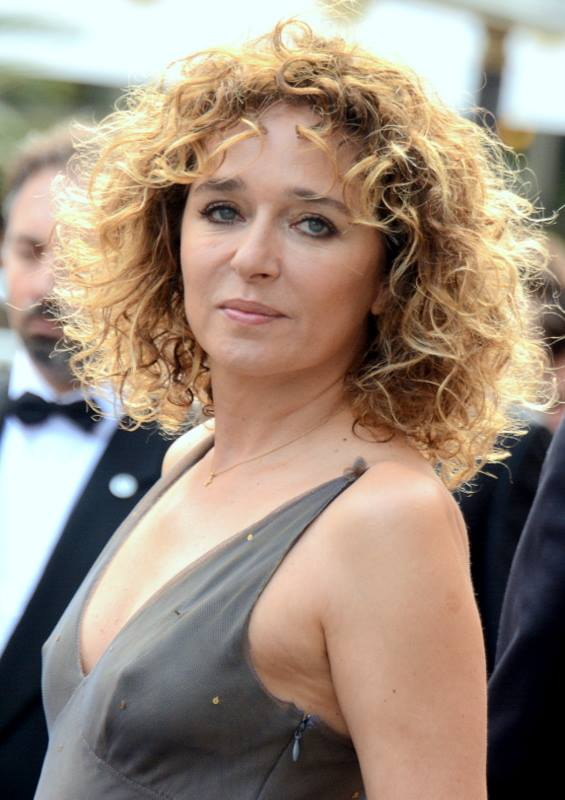
Valeria Golino membre du jury en 2015
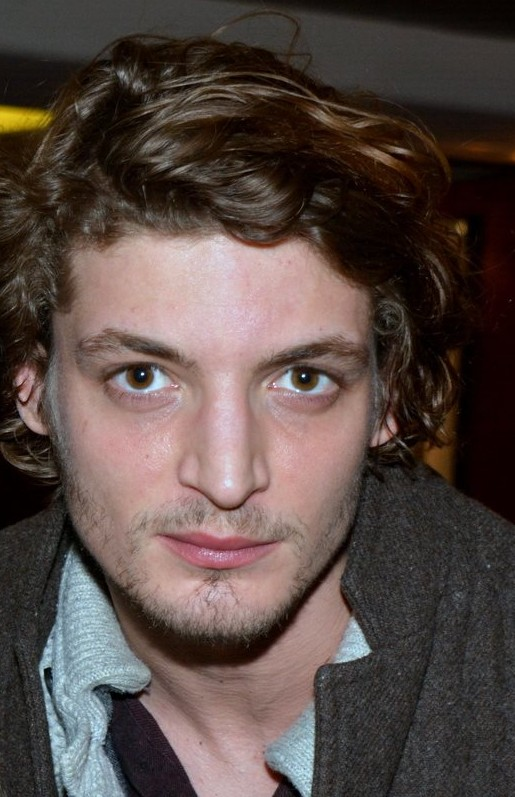
Niels Schneider membre du jury en 2015